# Striatoptycholaemus bouakensis
Striatoptycholaemus bouakensis là một loài bọ cánh cứng trong họ Cerambycidae.